# Col·legi Groc
El Col·legi Groc és una obra de Girona inclosa a l'Inventari del Patrimoni Arquitectònic de Catalunya.

## Descripció
És un edifici de planta rectangular destinat a escola mixta, que presenta dues entrades independents, situades en els dos extrems. Presenta estructura de parets de càrrega i un esquema simètric que independitza les dues bandes de l'edifici. A la part posterior hi ha un teatre que ocupa dos nivells. El cos davanter que correspon a la façana que dona al pati, és destinat a aules, amb quatre unitats a cada planta. Presenta grans finestrals a doble alçada d'inspiració racionalista. El balcó corregut del primer pis és amb balustrada d'inspiració Noucentista. L'exterior és arrebossat i pintat. Les cobertes combinen el terrat amb la teula àrab.

## Història
L'edifici fou construït abans de la Guerra Civil i donà cabuda durant molts anys a l'Ajuntament de Santa Eugènia, que ocupava una aula de la planta baixa.